# Bambu-gigante
O bambu-gigante (Dendrocalamus giganteus) é uma planta da família das gramíneas. Possui colmos que atingem até 36 metros, grandes folhas acuminadas e flores verdes, depois amareladas e pardo-claras, em espiguetas paniculadas. Originária da Malásia, floresce a cada trinta anos e é cultivada como ornamental e pelos largos colmos que, cortados, servem de vasos ou baldes, sendo muito utilizados em construção. Também é conhecido por bambu-balde.